# Phanotea natalensis
Phanotea natalensis är en spindelart som beskrevs av Lawrence 1951. Phanotea natalensis ingår i släktet Phanotea och familjen Zoropsidae. Inga underarter finns listade i Catalogue of Life.